# Il matrimonio moderno
Il matrimonio moderno è un saggio scritto da Karen Blixen nel 1923 e pubblicato postumo nel 1981.

## Edizioni
- Karen Blixen, Il matrimonio moderno, Adelphi, 1986,  p. 112, ISBN 978-88-459-0658-9.